# Saison 7 de Bleach
Cet article présente la saison 7 de Bleach.

## Saison 7
Cette saison a été diffusée du 4 juillet 2007 au 5 décembre 2007 (épisodes 132 à 151) sur TV Tokyo. Elle est composée de 20 épisodes
Le générique d'ouverture intitulé After Dark est interprété par le groupe Asian Kung-fu Generation. Ichigo et son groupe sont partis dans le Hueco Mundo pour retrouver et récupérer Orihime.
Le premier générique de fin (épisodes 144 à 154) nommé Tane Wo Maku Hibi est interprété par le groupe Atari Kousuke. Ichigo se remémore les ennemis qu'il a rencontré au Hueco Mundo.
Le deuxième générique de fin (épisodes 155 à 167) nommé Kansha est interprété par le groupe RSP. Les mod souls et Yoruichi dans sa version féline marchent dans un cadre de couleur. Les personnages importants de Bleach défilent au fur et à mesure devenant colorés en passant dans le cadre.
| No | Titre français                                                 | Titre japonais                        | Titre japonais                              | Date de 1re diffusion |
| No | Titre français                                                 | Kanji                                 | Rōmaji                                      | Date de 1re diffusion |
| --- | -------------------------------------------------------------- | ------------------------------------- | ------------------------------------------- | --------------------- |
| 132 | Hitsugaya, Karin et le Football                                | 日番谷と夏梨とサッカーボール          | Hitsugaya to Karin to Sakaa Booru           | 4 juillet 2007        |
| Karin Kurosaki et ses amis footballeurs élèves de primaire ont une altercation avec des collégiens footballeurs qui utilisent le terrain de foot. Les collégiens lancent un défi à leurs cadets : s'ils gagnent un match contre eux, ils les laisseront jouer. Le moral est au plus bas dans l'équipe mais Karin fait appel à Tôshirô Hitsugaya pour les aider. Ce dernier accepte au dernier moment et fait gagner l'équipe de Karin. Il sauve la fillette d'un Hollow. Karin connaît l'existence des Shinigami et demande à Tôshirô où est son frère Ichigo. Tôshirô lui répond qu'il ne sait pas où il est mais qu'il s'entraîne dur. Rangiku les rejoint et Tôshirô s'énerve car Karin a dit qu'il pourrait être à l'école primaire. Note : Cet épisode est un filler. |                                                                |                                       |                                             |                       |
| 133 | Ikkaku, l'entraîneur de Kendô                                  | 一角、熱血剣道物語                    | Ikkaku, nekketsu kendō monogatari           | 11 juillet 2007       |
| Le club de Kendo du lycée de Karakura, présidé par Mizuho, la sœur de Keigo se fait attaquer par le club de Kendo du lycée Kôtei. Les membres, blessés ne peuvent plus se battre mais Mizuho lance un défi au club du lycée Kôtei : participer a un tournoi amical pour se venger. Elle sollicite l'aide d'Ikkaku pour entraîner ses coéquipiers. Au départ peu enthousiaste, Ikkaku va tout faire pour les aider en voyant Shinji, un jeune membre du club qui veut à tout prix devenir plus fort... Note : Cet épisode est un filler. |                                                                |                                       |                                             |                       |
| 134 | Le Beau Pâtissier, Yumichika !                                 | 美しきパティシエ、弓親！              | Utsukushiki patishie, Yumichika!            | 18 juillet 2007       |
| Rin Tsubokura du bureau de développement technique est chargé d'analyser les traces d'énergie spirituelles des arrancars à Karakura. Il est escorté par Hanatarô Yamada de la 4e division et par Yumichika Ayasegawa. Au cours de leur mission, ils rencontrent l'esprit d'un pâtissier, Eita, mort percuté par une voiture et qui ne peut pas aller à la Soul Society : il aurait voulu que sa mère goûte à un de ses gâteaux. Rin, Hanatarô et Yumichika vont tout faire pour l'aider et faire un gâteau grâce aux conseils du pâtissier... Note : Cet épisode est un filler. |                                                                |                                       |                                             |                       |
| 135 | Kon est dupé ! Rangiku sous surveillance                       | はかられた、コン！乱菊は見ていた・・  | Hakarareta Kon! Rangiku wa mite ita         | 25 juillet 2007       |
| Rangiku et Kon se promènent dans Karakura et s'aperçoivent qu'une fillette et sa peluche tombent dans une rivière. Rangiku lance la pilule de Kon dans la peluche de la fillette pour qu'il sauve cette dernière. Kon sauve la petite fille Mizuhi et se passer pour sa peluche qui aurait soudain le don de la parole. Kon va devoir se comporter en héros pour sauver Mizuhi d'un dangereux Hollow bicéphale... Note : Cet épisode est un filler. |                                                                |                                       |                                             |                       |
| 136 | Guerre civile au Hueco Mundo ! La Mort d'Ulquiorra             | ウェコムンド内乱！ウルキオラの死      | Hueco Mundo nairan! Urukiora no shi         | 8 août 2007           |
| Au palais d'Aizen, un arrancar nommé Patros (ou Patras) veut se rebeller contre Aizen car il ne supporte pas qu'un Shinigami puisse régner sur les Hollows. Avec ses deux complices, il tue Ulquiorra, vole le Hogyôku et part à Karakura afin que Kisuke Urahara lui montre son fonctionnement. Note : Cet épisode est un filler. |                                                                |                                       |                                             |                       |
| 137 | La Bataille malveillante. Le Piège d'Aizen                     | 悪意の戦い、藍染の罠                  | Akui no tatakai, Aizen no wana              | 22 août 2007          |
| Tôshirô et Rangiku affrontent Menis, Ikkaku et Yumichika affrontent Aldegor tandis que Renji affronte Patros. Avec l'aide de Lilin, Nova et Claude, Renji parvient à tuer Patros, qui avait auparavant tué ses complices vaincus par l'équipe Hitsugaya. En réalité, tout faisait partie d'un plan d'Aizen pour éradiquer la rébellion : il avait mis en scène la mort d'un faux Ulquiorra et le vol d'un faux Hogyôku avec son Kyôka Suigetsu. Note : Cet épisode est un filler. |                                                                |                                       |                                             |                       |
| 138 | Deuxième Déplacement du Hueco Mundo ! Hitsugaya contre Yammy ! | ウェコムンド再動!日番谷vsヤミー       | Hueco Mundo saidou! Hitsugaya vs Yamii      | 29 août 2007          |
| [Chapitres 229-230-231] - Au Hueco Mundo, Aizen crée l'arrancar Wonderweiss Margela grâce au Hôgyoku. Il ordonne ensuite à Ulquiorra de réunir des arrancars pour une mission. Pendant ce temps, l'entraînement d'Ichigo avec les Vizards lui permet d'utiliser son masque pendant 11 secondes. Dans la Soul Society, Jûshirô Ukitake et Shûhei Hisagi observent l'entraînement de Rukia et Orihime. Dans le monde des humains, l'unité d'Hitsugaya s'entraine quand elle est surprise par l'arrivée de Wonderweiss, Yammy, Grimmjow et de Luppi Antenor, quatre arrancars du niveau d'un Espada. Ichigo et Grimmjow se rejoignent pour entamer leur second duel et Ichigo libère son Bankai. Urahara décide de quitter sa boutique pour participer à la bataille. |                                                                |                                       |                                             |                       |
| 139 | Ichigo contre Grimmjow ! La Bataille de 11 secondes !          | 一護vsグリムジョー、 11秒の戦い       | Ichigo vs Gurimujo, 11 byo no tatakai!      | 5 septembre 2007      |
| [Chapitres 231-232-233-234] - Ichigo s'équipe de son masque de hollow, surpassant désormais Grimmjow avec sa nouvelle puissance. Cependant, il est incapable de le vaincre et perd son masque après 11 secondes, ce qui permet à Grimmjow de reprendre l'avantage. Pendant ce temps, Luppi révèle qu'il est le nouvel Espada nº6 et défie à lui seul l'unité d'Hitsugaya. Il libère son Zanpakutô, Trepadora, et assomme un Hitsugaya, qui a libéré son Bankai, avec l'un de ses huit tentacules. Capturant les autres, il s'apprête à blesser Rangiku mais est interrompu par Urahara. Dans la Soul Society, Rukia et Orihime sont envoyées par deux portails différents pour rejoindre leurs amis dans le monde des humains. Dans le portail dimensionnel, Orihime et ses gardes sont interceptés par Ulquiorra. Celui-ci tue les gardes et lui ordonne de venir avec lui au Hueco Mundo, la menaçant de tuer ses amis si elle refuse.                                           |                                                                |                                       |                                             |                       |
| 140 | Le Projet d'Ulquiorra. Le moment où le soleil se lève          | 策謀のウルキオラ、太陽が沈む時        | Sakubō no Urukiora, taiyō ga shizumu toki   | 12 septembre 2007     |
| [Chapitres 234-235-236] - Urahara est surpris par l'intervention de Wonderweiss avant d'être attaqué par Yammy. Urahara dévoile l'une de ses inventions à Yammy et le domine facilement. Pendant ce temps, Hitsugaya attaque Luppi par surprise et l'enferme dans une puissante prison de glace. Grimmjow est sur le point de tuer Ichigo quand il est attaqué par Rukia. La battant facilement, il est surpris par l'arrivée d'Hirako. Celui-ci met son masque de hollow et domine facilement l'arrancar. Énervé, Grimmjow s'apprête à libérer son Zanpakutô mais est interrompu par Ulquiorra, qui déclare qu'ils ont accompli leur mission. Grimmjow, Luppi, Yammy et Wonderweiss battent subitement en retraite, ce qui surprend Urahara. |                                                                |                                       |                                             |                       |
| 141 | Adieu..., Kurosaki !                                           | さよなら…、黒崎くん                   | Sayonara..., Kurosaki-kun!                  | 19 septembre 2007     |
| [Chapitre 237] - Ulquiorra a donné douze heures à Orihime pour dire adieu à une seule personne en lui donnant un bracelet qui la rend invisible et indétectable pour les humains et Shinigamis. Parcourant la ville de Karakura, elle rend visite à un Ichigo endormi, qui récupère des blessures subies durant son duel contre Grimmjow. Elle avoue son amour pour lui et s'apprête à l'embrasser avant de réaliser qu'elle en est incapable. Avant de quitter le monde des humains, elle laisse une note avec pour dernière phrase : « Adieu, jours heureux ». |                                                                |                                       |                                             |                       |
| 142 | Ordre strict ! Interdiction de sauver Inoue Orihime            | 厳命!井上織姫ノ救出ヲ禁ズ             | Genmei! Inoue Orihime no kyujutsu wo kinzu  | 26 septembre 2007     |
| [Chapitres 238-239] - Tatsuki découvre qu'Orihime a disparu après l'attaque des arrancars. À cause du fait qu'elle ait soigné Ichigo avant de partir, Orihime est désignée comme traîtresse par Yamamoto qui rappelle l'unité d'Hitsugaya et ordonne à Ichigo de rester à l'écart. Le lendemain, Tatsuki confronte Ichigo quant à la disparition d'Orihime mais celui-ci lui dit que ça ne la regarde pas. Tatsuki, triste et frustrée qu'Ichigo ne lui fasse plus confiance alors qu'elle est sa première amie, le frappe avant d'être retenue par Keigo et Mizuiro. Ichigo, rejetant ses amis mais incapable d'abandonner Orihime, demande de l'aide à Urahara afin de se rendre seul au Hueco Mundo, suivi discrètement par Tatsuki, Keigo et Mizuiro. Il est accueilli par Chad et Uryû. Rejetant initialement leur aide, il est contraint d'accepter quand il voit la nouvelle puissance du bras droit de Chad. Ichigo, Chad et Uryû sont prêts à partir pour le Hueco Mundo. |                                                                |                                       |                                             |                       |
| 143 | La Renaissance de Grimmjow                                     | 「復活のグリムジョー」                | Fukkatsu no Kurimujo                        | 3 octobre 2007        |
| [Chapitres 240-241] - Urahara ouvre un portail permettant de se rendre au Hueco Mundo, le Garganta, et y envoie Ichigo, Chad et Uryû. Avant de partir, Ichigo demande à Urahara de veiller sur sa famille et ses amis, à qui il s'excusera à son retour. Pendant ce temps, Orihime est emmenée devant Aizen qui lui demande de restaurer le bras manquant de Grimmjow. Celui-ci lui demande de soigner son tatouage avant de tuer Luppi, récupérant son statut d'Espada nº6. Orihime est inquiète que son action cause davantage de combats mais se motive à se préparer pour la bataille qui arrive. Dans le monde des humains, Isshin rend visite à Ryûken, qui se rend compte que celui-ci a récupéré ses pouvoirs de Shinigami. Ils discutent à propos de leurs fils respectifs et de la façon dont ils les éduquent. Finalement, Ichigo, Uryû et Chad arrivent au Hueco Mundo. Note : Cet épisode clôture l'arc majeur « Les Arrancars ».                                     |                                                                |                                       |                                             |                       |
| 144 | Ishida-Chad : L'Accélération d'un nouveau pouvoir              | 石田・チャド、新しき力の胎動          | Ishida・Sado, atarashiki chikara no taidou  | 17 octobre 2007       |
| [Chapitres 241-242-243] - Après leur arrivée au Hueco Mundo, Ichigo, Uryû et Chad traversent les couloirs d'une étrange structure. Après avoir déjoué plusieurs pièges, ils sont confrontés à Demôra et Iceringer, deux arrancars sous les ordres d'Aizen. Uryû et Chad insistent pour combattre seuls et battent facilement leurs adversaires, démontrant leurs nouveaux pouvoirs à Ichigo. Note : Cet épisode débute l'arc majeur « L'Assaut du Hueco Mundo ». |                                                                |                                       |                                             |                       |
| 145 | L'Espada se réunit ! L'Assemblée royale d'Aizen                | エスパーダ集結！藍染の御前会議        | Esupaada shuuketsu ! Aizen no gozen kaigi   | 24 octobre 2007       |
| [Chapitres 244-245] - Après la défaite des deux arrancars, le bâtiment s'effondre et force Ichigo, Uryû et Chad à fuir à la surface. Ils voient l'immense palais d'Aizen, Las Noches, et courent à travers le désert et ses nombreux dangers. Pendant ce temps, Aizen rassemble les Espadas pour les informer de l'intrusion d'Ichigo et ses amis. Grimmjow se lève avec l'intention de les chasser sans attendre mais Aizen le force à s'agenouiller avec sa pression spirituelle. Il conseille à ses subordonnés de ne pas sous-estimer la menace mais de ne pas s'affoler pour autant. Dans le désert, Ichigo, Uryû et Chad voient trois hollows chasser une enfant et décident de la secourir. |                                                                |                                       |                                             |                       |
| 146 | Son nom est Nell ! L'Apparence de l'étrange Arrancar           | その名はネル！不思議なアランカル登場  | Sono na ha Neru! Fushigi na arankaru toujou | 31 octobre 2007       |
| [Chapitres 246-247] - Ichigo apprend que l'enfant est une arrancar qui se nomme Nelliel Tu Odelschwanck. Les trois hollows sont ses frères Pesche Guatiche et Dondochakka Birstin ainsi que leur animal de compagnie, Bawabawa. Se liant avec le groupe, Ichigo et ses amis sont attaqués par Lunuganga, un hollow fait entièrement de sable. Incapables de le blesser, ils sont sauvés par l'arrivée de Renji et Rukia, qui gèle le hollow avec son Shikai. Nel propose d'emmener le groupe à Las Noches mais avant de pouvoir atteindre le palais, ils sont de nouveau attaqués par Lunuganga. |                                                                |                                       |                                             |                       |
| 147 | Forêt de Menos ! La Recherche de la disparue Rukia             | メノスの森! 消えたルキアを探せ        | Menosu no mori! Kieta Rukia wo sakase       | 7 novembre 2007       |
| Piégés par Lunuganga qui s'avère quasiment immortel, le groupe tombe dans forêt souterraine, Rukia étant séparée du groupe. Elle rencontre un mystérieux Shinigami, Ashido Kano, qui est depuis 100 ans dans cette forêt pour éliminer les Hollows à la mémoire de ses coéquipiers morts. Note : Cet épisode débute l'arc semi-filler mineur « La Forêt des Menos ». Arc initialement prévu dans le manga par Tite Kubo qui n'a pas pu le sortir faute de temps, mais ses croquis et descriptions ont servi de matériaux de base pour l'anime. |                                                                |                                       |                                             |                       |
| 148 | Le Shinigami qui venait du passé                               | 過去から来た死神                      | Kako kara ki ta shinigami                   | 14 novembre 2007      |
| L'épisode est centré sur l'histoire du Shinigami rencontré dans le Hueco Mundo : Ashido. Rukia et Ashido d'un côté, le reste du groupe de l'autre, tous affrontent des Hollows Adjuchas qu'Aizen a chargés d'éliminer les intrus. |                                                                |                                       |                                             |                       |
| 149 | L'Effondrement de la forêt                                     | 崩れ行く森                            | Kuzure iku mori                             | 21 novembre 2007      |
| [Chapitre 247] - Les Adjuchas tendent un piège au groupe d'Ichigo, mais leur véritable cible est Ashido. Celui-ci doit faire face aux gardiens de la forêt. Note : Cet épisode clôture l'arc filler mineur « La Forêt des Menos ». |                                                                |                                       |                                             |                       |
| 150 | Revenir ici vivant                                             | 生きてこの場所へ                      | Ikite kono basho he                         | 28 novembre 2007      |
| [Chapitres 248-249] - Après être rentré dans Las Noches, Ichigo, Uryû, Chad, Renji et Rukia se séparent pour prendre chacun l'un des cinq chemins situés sur leur passage. Quand Nel se lance à la poursuite d'Ichigo, Pesche et Dondochakka oublient quel chemin elle a pris et se séparent. Pendant ce temps, Ulquiorra force Orihime à affirmer sa loyauté pour Aizen. Il explique ensuite à l'Espada Nnoitra Gilga le piège psychologique qu'Aizen a conçu pour être sûr qu'Orihime n'ait pas la volonté de résister. Cependant, Orihime se résout à détruire le Hôgyoku en l'effaçant de l'existence, un acte qui pourrait faire échouer les plans d'Aizen. |                                                                |                                       |                                             |                       |
| 151 | La Tempête hurlante ! Rencontre avec l'Arrancar dansant        | 吹き荒れる暴風!踊るアランカルとの遭遇 | Fukiareru bōfō! Odoru arankaru to no sōgū   | 5 décembre 2007       |
| [Chapitres 250-251] - Ichigo et Nel rencontrent l'arrancar nº103, Dordonii Alessandro Del Socacchio, tandis qu'Uryû et Chad rencontrent chacun un autre arrancar. Les trois arrancars sont des Privaron Espadas, d'anciens Espadas déchus de leur rang. Les combats sont observés par Ichimaru et Tôsen via le système de surveillance. Bien que surpris par la personnalité amusante de Dordonii, Ichigo est encore plus surpris de voir le véritable niveau de son adversaire lorsqu'il le défie au combat. Désirant voir toute la puissance d'Ichigo, Dordonii libère son Zanpakutô, Giralda. En parallèle, Renji est rejoint par Dondochakka, qui s'inquiète pour Nel. |                                                                |                                       |                                             |                       |